# Карл Май
Карл Фрі́дрих Май (нім. Karl May; 25 лютого 1842, Ернсталь, Саксонське королівство — 30 березня 1912, Радебойль) — німецький письменник, автор численних широко відомих пригодницьких, а також історичних, гостросюжетних та фантастичних романів, переважно для юнацтва і молоді, зокрема т. зв. вестернів (про пригоди на Дикому Заході), які перекладені більш як 30 мовами, а загальний наклад давно перевершив число 80-мільйонів.

## Біографія

Останнє фото К.Мая, Відень, 1912

Карл Май народився 25 лютого 1842 року в Ернсталі (Саксонське королівство) у бідній ткацькій родині. Вже змалку зазнав чимало тягот. Невдовзі після народження Карл втрачає зір, який повертається до нього лише на 5 році життя завдяки вдалій операції. 12-річний хлопець мусить заробити сам, працюючи в ресторанному кегельбані.

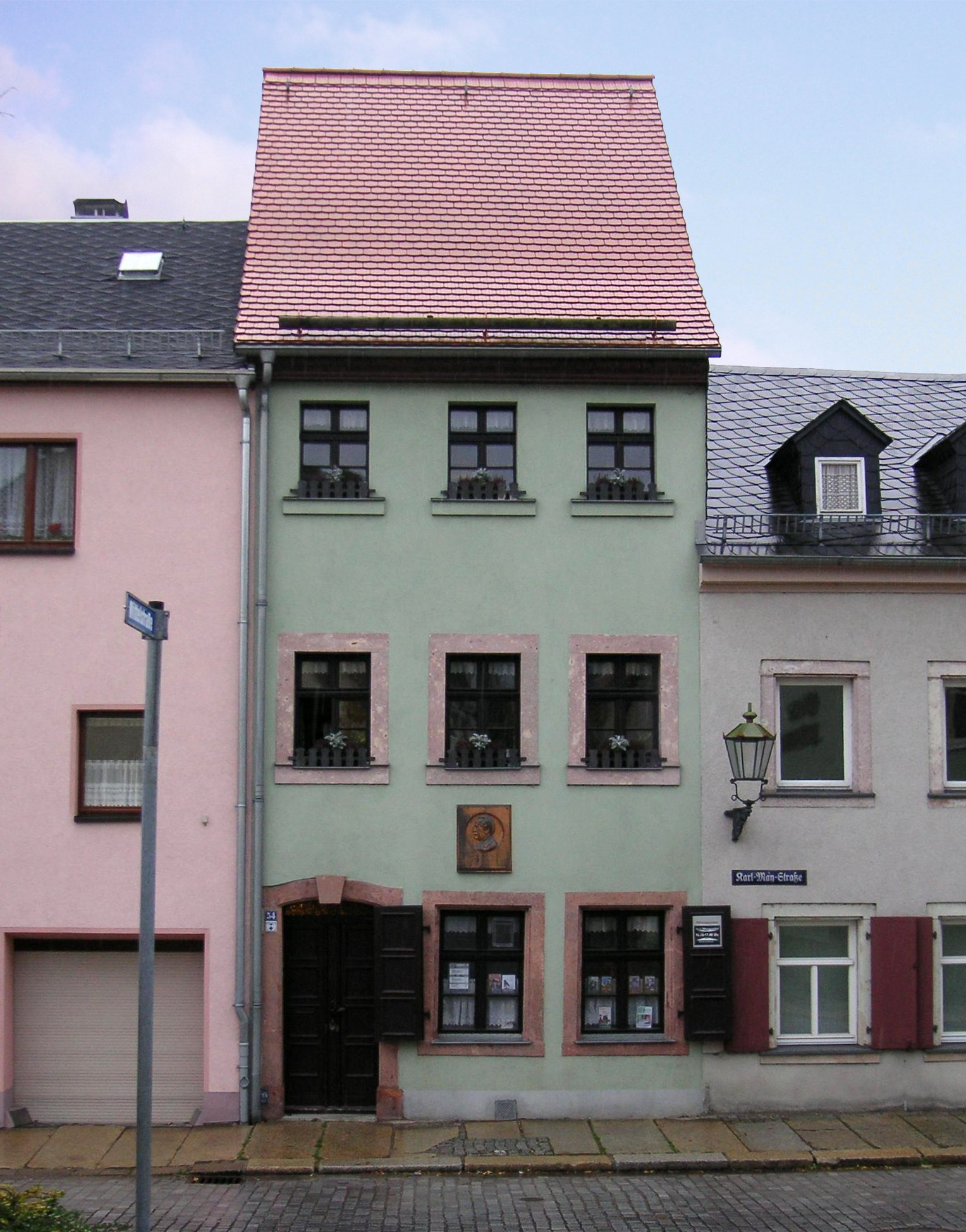
Дім у Ернстталі, де народився К.Май

В 1861 році, закінчивши учительську семінарію, Карл Май отримав посаду викладача при фабричних школах в Альтхемніці у Саксонії, але вже 1863 року його кар'єру було перервано звинуваченням у крадіжці дзиґарів. Вчительську ліцензію К. Мая було скасовано. Молодого вчителя було засуджено і запроторено до в'язниці, в якій К.Май провів загалом 8 років. Все це спричинило загострення нервового захворювання у К. Мая, відомого зараз як роздвоєння особистості.
Писати Май почав пізно, на 33-му році життя (1875). І саме на ув'язнення припадають його перші літературні спроби та початок інтенсивного друкування. Були це оповідання із сільського життя, географічні оповіді, кримінальні історійки, моралізаторські трактати та численні гуморески. Відомо, що у 1875 році побачило світ його перше оповідання.
У 1882-86 рр. заради заробітку на замовлення дрезденського видавця Мюнхмайєра К.Май пише цикл романів «з продовженням». Оповідання «Пригода в Курдистані», «Караван смерті», «Стамбул» опубліковані в 1881—87 рр.. З 1892 р. пригодницькі оповідання К. Мая починають публікуватися в періодиці, зокрема, цикл «Через пустелю».
У 1893—1910 рр. Май опублікував найвідоміший цикл своїх романів про благородного індіанця Віннету. Саме письменницька творчість 1890-х закріпила світову популярність Карла Мая.
Починаючи з 1895 року, продавалося понад 60 000 книжок К.Мая щороку.
Всупереч власноруч поширюваній легенді, у першу подорож за межі Німеччини Май вибирається аж у 57-річному віці, у 1899-90 рр., асигнувавши на неї величезну як на ті часи суму — 50 тисяч марок. З багатомісячної подорожі Близьким Сходом письменник повертається змученим і жорстоко розчарованим.
Лише в 1908 році К.Май нарешті відвідав Північну Америку, але західніше за Буффало так і не їздив.
Після повернення письменник, серед іншого, інтенсивно працює над автобіографією «Моє життя та прагнення», що так і не була довершена. У 1912 році на запрошення Австрійського академічного Товариства літератури й музики Карл Май виголошує у Відні перед 3 тисячами слухачів лекцію під дещо претензійною назвою: «Догори у країну шляхетної людини». З поїздки на лекцію Карл Май повернувся застудженим, і через тиждень, 30 березня 1912 року, письменник, до якого слава прийшла за життя, помер у своєму великому маєтку (зараз музей), придбаному в 1896 р., Вілла Шаттерханд (Villa Shatterhand) у Радебойлі (Radebeul) поблизу Дрездена.

## Літературна діяльність
Перу Карла Мая належать численні вестерни — романи і оповідання про пригоди на «Дикому Заході», де автором створені численні образи «благородних індіанців» і «підступних білих». Письменник також писав твори, дія яких відбувається на Близькому Сході, у володіннях Османської імперії, у його рідній Німеччині, Китаї, Південній Америці тощо. Май був також композитором і драматургом.

### Історичне тло творів Мая
В XIX ст. у нижньонімецьких землях (звідки був родом Карл Май) виникли великі економічні, політичні, соціальні та культурні проблеми. На тлі боротьби німецьких курфюстрів і поміщиків за владу люди втрачали засоби до існування, селяни — землю (у зв'язку зі сваволею поміщиків), ремісники — роботу (через появу фабрик і заводів), торговці — гандль (у 1-й пол. XIX ст. розпався союз Ганзейських міст). Така ситуація призвела до великих змін у суспільному житті земель Східної Німеччини, зокрема, люди почали масово виїжджати до інших країн, в тому числі емігрувати до Америки. Вплив нижньонімецької мови падає, її заступає верхньонімецька (сучасна літнорма німецької).
Герої творів, зокрема вестернів, Карла Мая — люди переважно південнонімецького походження, що потрапили до Америки в XIX ст.. Їхнє життя мисливців і трапперів, лісорубів і сплавників деревини-рафтерів, торговців різного штибу сповнене пригодами і незвіданим.

### Відомі твори
Романи, що складають перші 6 томів творів К. Мая, на думку багатьох критиків, є одними з найкращих у творчому доробку письменника. Це романи «Через пустелю», «Крізь дикий Курдистан», «З Багдада до Стамбула», «В ущелинах Балканських гір», «Через країну скіпетарів» та «Щут». Їх дія відбувається здебільшого на Близькому Сході.
Наступні 3 томи у зібранні творів К. Мая займає роман «Віннету». Карл Май відомий у всьому світі насамперед як автор саме цього твору і образа індіанця Віннету, героїчного вождя апачів-мескалеро. Вперше його постать з'явилася у ранньому оповіданні «Ін-ну-во. Індіанський вождь» (1876), трьома роками пізніше — у подібному творі, що мав назву «Віннету — спогад з подорожі», потім — ще у цілому ряді творів (загалом у 17). Інший популярний герой творів Мая — білий «підкорювач Дикого Заходу» Олд Шурхенд («Вірна Рука», «Олд Шурхенд», «Спадкоємці Віннету», «Скарб Срібного озера»).

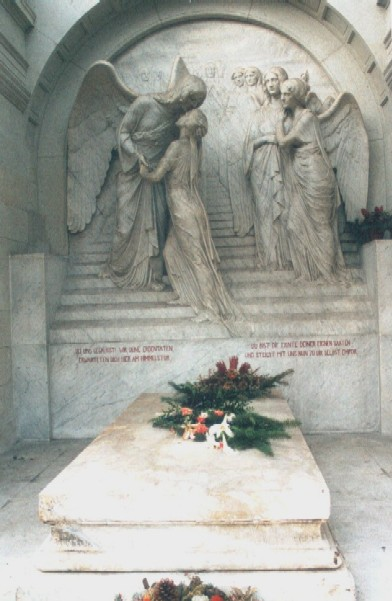
Могила Карла Мая

Оповідання, у яких виступає Віннету, викликали велике зацікавлення читачів, і на початку 1890-х років Май, вирішивши переробити вже опубліковані твори, створює трилогію «Віннету». 1908 року з'явилася 4-а частина «Віннету», на яку великий вплив мала подорож письменника по Америці, привезені звідти етнографічні та історичні матеріали.
2017 року у львівському Видавництві «Астролябія» побачили світ три томи саги про Віннету у перекладі Наталки Сняданко.

#### Переклади українською
Віннету I [Архівовано 5 травня 2019 у Wayback Machine.] / переклала Наталка Сняданко. Львів : Видавництво «Астролябія», 2017. 592 с. ISBN 978-617-664-160-5
Віннету II [Архівовано 29 вересня 2020 у Wayback Machine.] / переклала Наталка Сняданко. Львів : Видавництво «Астролябія», 2017. 576 с. ISBN 978-617-664-161-2
Віннету III [Архівовано 1 жовтня 2020 у Wayback Machine.] / переклала Наталка Сняданко. Львів : Видавництво «Астролябія», 2017. 608 с. ISBN 978-617-664-164-3

### Вшанування К. Мая
У Німеччині життєвому і творчому шляху Карла Мая присвячено дисертації, безліч публікацій, ряд солідних біографій і навіть романів. Діють товариства його друзів, щороку на його честь проводяться так звані Карл-Май-ігри.
Масові, дешеві видання творів письменника мають мільйонні наклади, а герої його романів з'являються на кіно- і телеекранах. Віннету та Олд Шеттерхенд є героями реклами, коміксів, ігор і забавок для дітей.
К. Маю багато чим зобов'язана також й індіаністика — культурний та соціальний феномен, що існує в багатьох країнах Європи (в тому числі і в Україні), але найрозвиненіший саме в Німеччині.
На честь письменника названо астероїд 15728 Карлмай.

## Цікаві факти
- К.Май був надзвичайно плодовитим белетристом. Найбільше і найцінніше видання вибраних творів письменника, започатковане німецьким видавцем Фегсенфельдом, налічує 74 томи.

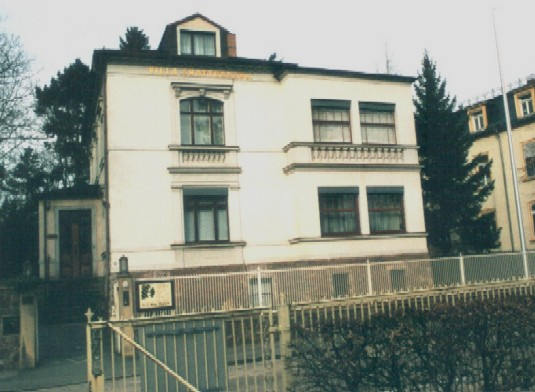
Вілла Shatterhand

- Першим і єдиним серйозним видавцем книжок Карла Мая у Польщі була фірма «На суші і на морі» з осідком у Львові. Видавець Ушицький видав тут, починаючи з 1908 року, 20 томів романів Мая.
- Свій маєток К.Май називав ім'ям свого героя — благородного блідочолого друга Віннету Олда Шаттерхенда.
- Відомо, що романи Карла Мая були улюбленими книгами А. Гітлера під час його навчання в школі. Малий Адольф Гітлер був також серед слухачів на тій злощасній лекції у 1912 році. Згідно з гіпотезами, саме цей факт послужив чи не головною причиною негласної заборони на видання творів письменника в Радянському Союзі[5].
- На похороні К.Мая виступив вождь одного з індіанських племен Білий Кінь Орел, який приїхав спеціально для цього із США. Він сказав: «Ти поставив пам'ятник нашому вимираючому народу, — вічний пам'ятник у серцях молоді всього світу».
- У 1960-ті роки чимало романів Мая були екранізовані кінематографістами НДР (також у співпраці з кіношниками Югославії).

## Виноски
1. ↑  http://web.archive.org/web/20170323072931/http://jeugdliteratuur.org/auteurs/karl-may
2. ↑  Творчість Карла Мая в Енциклопедії наукової фантастики під редакцією Пітера Нікколса, Джона Клюта та Дейва Ленгфорда. Архів оригіналу за 24 жовтня 2018. Процитовано 24 жовтня 2018.
3. ↑  Яхвак Б. ТВОРЕЦЬ ВІННЕТУ. Архів оригіналу за 8 січня 2009. Процитовано 15 липня 2008.
4. ↑  База даних малих космічних тіл JPL: Карл Май (англ.) .
5. ↑  там же. Архів оригіналу за 8 січня 2009. Процитовано 15 липня 2008.